# WRT54G

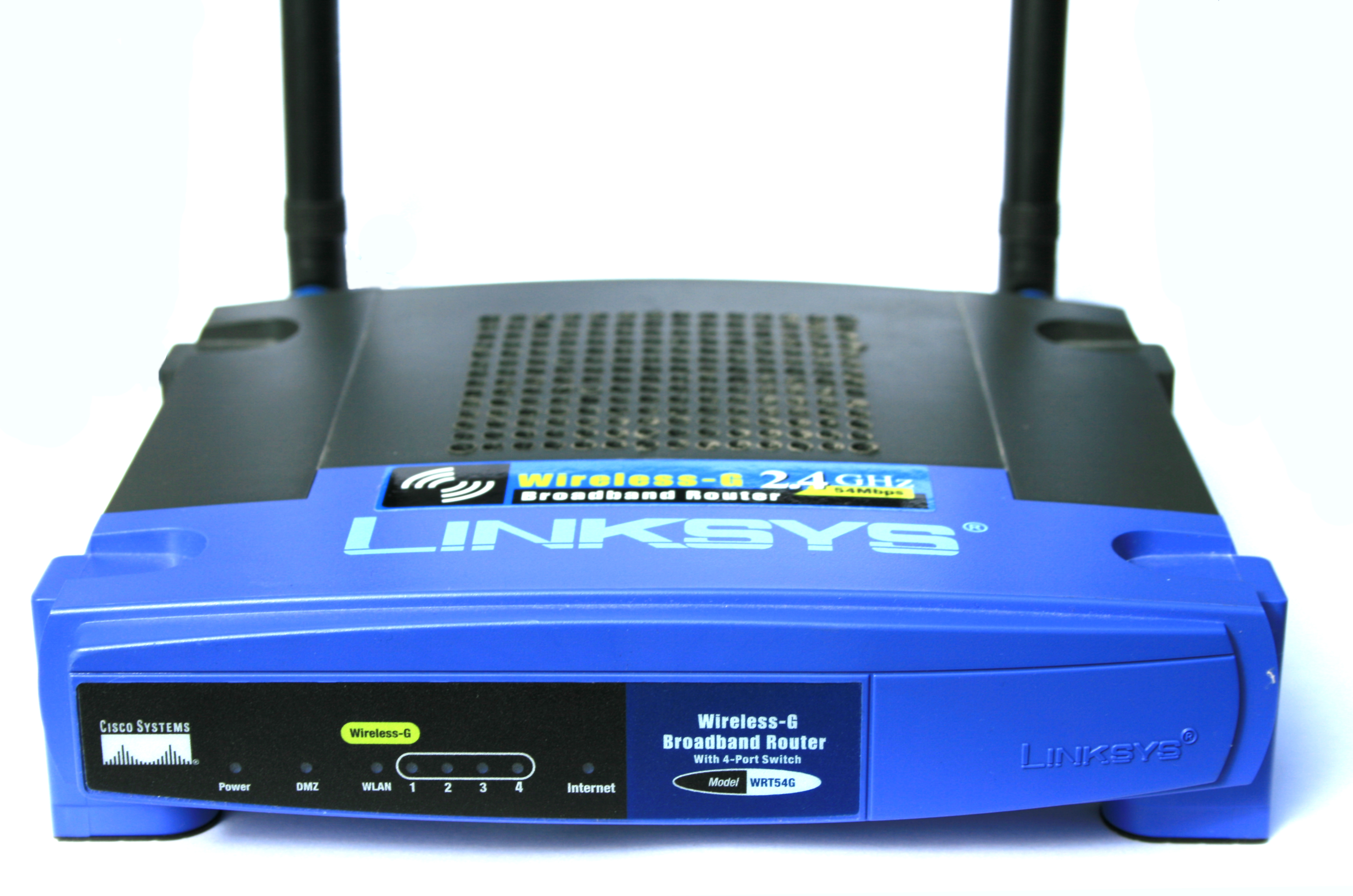
Linksys WRT54G versión v2.

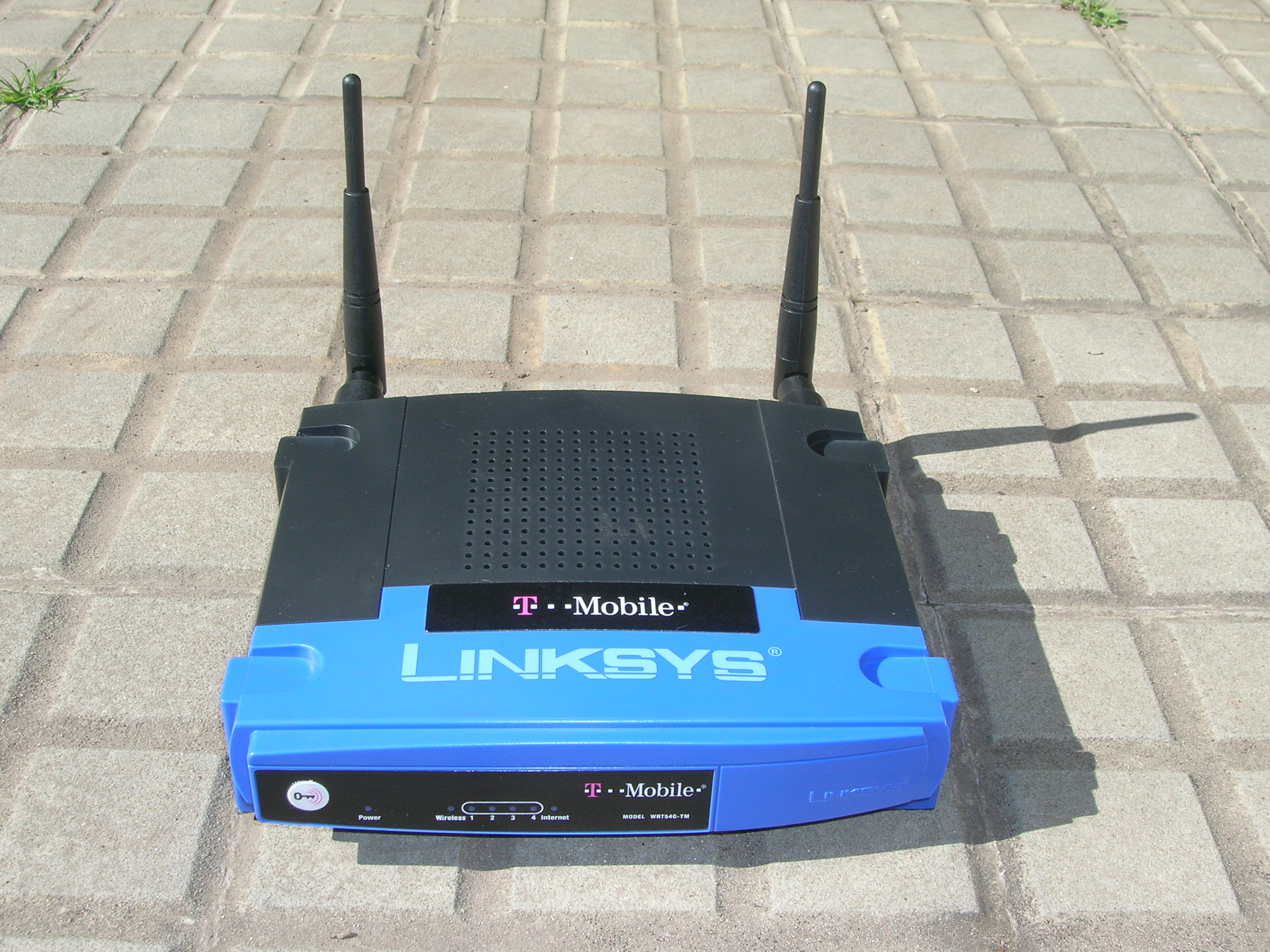
Linksys WRT54G-TM

El Linksys WRT54G es el nombre del modelo de un enrutador inalámbrico muy popular fabricado por Linksys, que permite interconectar varias computadoras mediante enlaces Ethernet 802.3 y 802.11g inalámbricas. El modelo WRT54GS es prácticamente idéntico, excepto por el aumento de memoria RAM y la incorporación de la tecnología SpeedBooster.
Este enrutador es único entre los dispositivos de consumo doméstico, debido a que los desarrolladores de Linksys tuvieron que liberar el código fuente del firmware del enrutador para cumplir con las obligaciones de la GNU GPL. Este hecho permite a los entusiastas de la programación modificar el firmware para añadir o cambiar funcionalidades del dispositivo. Existen varios proyectos de desarrollo que proveen versiones mejoradas del firmware para el WRT54G. Ver Proyectos de firmware de terceros. Y ha servido de base para el desarrollo de numerosas comunidades inalámbricas.
El WRT54G original estaba equipado con un  procesador MIPS a 125 MHz con 16 MB de memoria RAM y 4 MB de memoria flash para almacenar el firmware. En revisiones posteriores, se aumentó la velocidad de la CPU a 200 MHz y se doblaron tanto la memoria RAM como la flash a 32 y 8 MB (WRT54GS y WRT54G-TM), respectivamente. Es de destacar que a partir de la versión 5 del WRT54G la memoria se redujo a 8 y 2 MB. A los WRT54GS en la versión 4 se la equiparó a la de los WRT54G v4 con 16 y 4 MB (siendo iguales en cuanto a hardware, pero con un firmware que habilita el Speedbooster en los GS) y en las versiones 5 se les mantuvo la RAM en 16MB, como en la versión 4, pero se redujo la flash a 2MB. Todos los modelos vienen con un switch de 5 puertos (el puerto para internet está en el mismo switch pero en una VLAN diferente) y con un chipset inalámbrico de Broadcom. Asimismo, dispone de dos antenas externas conectadas a través de conectores de polaridad inversa TNC (RP-TNC), en la versión 8 se han retirado estos conectores, quedando las antenas fijas.

## Revisiones de hardware
| Versión de WRT54G    | Velocidad de CPU | Capacidad de memoria RAM | Capacidad de memoria flash | Más información |
| -------------------- | ---------------- | ------------------------ | -------------------------- | --- |
| 1.0                  | 125 MHz          | 16 MB                    | 4 MB                       | Presenta 20 ledes en el panel frontal (enlace/actividad, detección de colisiones e indicadores de velocidad para cada puerto RJ-45). La conexión inalámbrica la proporcionaba una tarjeta Mini PCI insertada en la placa base.                                                                                            |
| 1.1                  | 125 MHz          | 16 MB                    | 4 MB                       | Los ledes fueron reducidos a 8 (un indicador de enlace/actividad por puerto, un indicador de corriente, uno para actividad inalámbrica, otro para la DMZ y otro para la conexión a Internet WAN). El chipset inalámbrico se integró en la placa base.                                                                     |
| 2.0                  | 216 MHz          | 16 MB                    | 4 MB                       | Igual que la versión 1.1 con una actualización de la CPU y más integración del transmisor inalámbrico (transmisor menos complejo con menos componentes). |
| 2.2                  | 216 MHz          | 16 MB                    | 4 MB                       | Misma apariencia física que el 1.1 y 2.0 |
| 3.0                  | 216 MHz          | 16 MB                    | 4 MB                       | Idéntico a las versiones 1.1 y posteriores. Incluye un switch no documentado detrás del panel frontal izquierdo pensado para su uso con una característica conocida como "Secure EZ Setup" para configurar una conexión inalámbrica segura.                                                                               |
| 3.1                  | 216 MHz          | 16 MB                    | 4 MB                       | La versión 3.1 del hardware incluye un nuevo botón iluminado con el logo de Cisco a la izquierda del panel frontal del enrutador. Este botón se usa para configurar la conexión inalámbrica segura ("Secure EZ Setup") de Linksys y Broadcom. Nueva versión (¿solo en la Unión Europea?) del firmware con versión 4.01.1. |
| 4.0                  | 200 MHz          | 16 MB                    | 4 MB                       | Chipset Broadcom BCM5352EKPBG |
| 5.0                  | 200 MHz          | 8 MB                     | 2 MB                       | Chipset Broadcom BCM5352EKPB. Esta revisión tiene un firmware VxWorks, pero se le puede instalar software de terceros mediante un proceso especial. |
| 5.1                  | 200 MHz          | 8 MB                     | 2 MB                       | Chipset Broadcom BCM5352EKPB |
| 6.0                  | 200 MHz          | 8 MB                     | 2 MB                       | Chipset Broadcom BCM5352EKBG |
| 7.0                  | 220 MHz          | 8 MB                     | 2 MB                       | Chipset Atheros AR2317. Aún no hay (y posiblemente nunca) firmware de terceros para esta versión. |
| 7.2                  | 240 MHz          | 8 MB                     | 2 MB                       | Chipset Broadcom BCM5354KFBG |
| 8.0                  | 240 MHz          | 8 MB                     | 2 MB                       | Chipset Broadcom BCM5354KFBG. Antenas fijas. |
| 8.1                  | 240 MHz          | 8 MB                     | 2 MB                       | Chipset Broadcom BCM5354KFBG. Con Linux. Los números de serie comienzan con MDF0. FCC ID: Q87-WRT54GV81. Antenas fijas, pero con conectores internos (sobre placa base) Hirose U.FL |
| 8.2                  | 240 MHz          | 8 MB                     | 2 MB                       | Antenas fijas. |
| Versión de WRT54GL   | Velocidad de CPU | Capacidad de memoria RAM | Capacidad de memoria flash | Más información |
| 1.0                  | 200 MHz          | 16 MB                    | 4 MB                       | Se lanzó en el año 2005 para soportar firmware de terceros, esencialmente es igual al WRT54GS v4.0 en cuanto a hardware. No viene con SpeedBooster, sin embargo se puede tener esta característica con firmwares de terceros. Sus números de serie comienzan con CL7A.                                                    |
| 1.1                  | 200 MHz          | 16 MB                    | 4 MB                       | Chipset Broadcom BCM5352. CPU MIPS a 200 MHz. Antenas extraíbles. Firmware de origen basado en Linux, fácilmente sustituible por firmware de terceros como OpenWrt, DD-WRT o Tomato, entre otros. Básicamente igual a la versión 1.0. Sus números de serie comienzan con CL7B / CL7C / CF7C.                              |
| Versión de WRT54GS   | Velocidad de CPU | Capacidad de memoria RAM | Capacidad de memoria flash | Más información |
| 1.0                  | 200 MHz          | 32 MB                    | 8 MB                       | Se añadió la tecnología SpeedBooster (Tecnología Broadcom Afterburner), aumentando la tasa de transferencia de 802.11g en un 30%, para la cual se necesita un adaptador que soporte dicha tecnología. |
| 1.1                  | 200 MHz          | 32 MB                    | 8 MB                       | Se cambió el ADMtek 6996L al Broadcom BCM5325 en el chip del switch. |
| 2.0                  | 216 MHz          | 32 MB                    | 8 MB                       | |
| 2.1                  | 216 MHz          | 32 MB                    | 8 MB                       | |
| 3.0                  | 200 MHz          | 32 MB                    | 8 MB                       | |
| 4.0                  | 200 MHz          | 16 MB                    | 4 MB                       | Se redujo la Memoria RAM y flash |
| 5.0                  | 200 MHz          | 16 MB                    | 2 MB                       | Se redujo la memoria flash y usa el sistema operativo VxWorks. |
| 6.0                  | 200 MHz          | 16 MB                    | 2 MB                       | |
| 7.0                  | 240 MHz          | 16 MB                    | 2 MB                       | Se cambió el chipset por el Broadcom BCM5354KFBG. |
| 7.2                  | 240 MHz          | 16 MB                    | 2 MB                       | Broadcom BCM5354KFBG Chipset. Antenas fijas. |
| Versión de WRT54G-TM | Velocidad de CPU | Capacidad de memoria RAM | Capacidad de memoria flash | Más información |
| 1.1                  | 200 MHz          | 32 MB                    | 8 MB                       | Es una versión especial para T-Mobile. Estos comienzan el número de serie con CO61. Son iguales al WRT54GS v3.0 en cuanto a hardware. Se puede instalar DD-WRT mediante un proceso especial. |

## Proyectos de firmware de terceros
- DD-WRT
- OpenWrt
- Tomato

El WRT54G versión 5 no acepta firmware de terceros dado que el sistema ya no corre Linux. Sin embargo, existen varios métodos para sustituir el S.O. VxWorks por Linux e instalar una micro-versión.

## Enlaces relevantes
- Página sobre el WRT54G de SeattleWireless en Internet Archive
- PobleteWireless Una red inalámbrica ciudadana basada en routers WRT54G en Ciudad Real, España.
- Método software para introducir firmware de terceros en el WRT54G/GS v5 v5.1 y v6 en Bitsum Technologies Wiki
- WRT54GL SDCARD Información para poner una memoria SD al Linksys WRT54GL
- WRT54GL REPAIR BAD FLASH Información para poner recuperar al Linksys WRT54GL de un flasheo erróneo
- Autopsy: Linksys WRT54G and WRT54GS Hardware Versions Under the Knife Comparación "anatómica" interna de las diferentes versiones WRT54G (hasta v5) y WRT54GS (hasta v4, hay un "embrión" de la v5)
- Tutorial para la instalación de DD-WRT en WRT54G v4 o WRT54GL En español.

### Enlaces caídos (26.05.2010)
- WRT54G.net Descargas de firmware e información sobre el WRT54G
- Linksys WRT54G RESET | Factory Settings
- Versiones hardware del Linksys WRT54G/GS

- Datos: Q1826905
- Multimedia: Linksys WRT54G series / Q1826905